# Богатые, молодые и красивые
Богатые, молодые и красивые (англ. Rich, Young and Pretty) — американский музыкальный фильм 1951 года. В главных ролях — Джейн Пауэлл и Даниэль Дарье.

## Сюжет
Юная Элизабет Роджерс — дочь богатого владельца ранчо в Техасе. С отцом и экономкой она отправляется во Францию на каникулы. Здесь живет её мать, Мари, которая после развода с Джимом Роджерсом вернулась на родину и продолжила выступления в ночном клубе. Сейчас в нее влюблен звезда выступлений в кабаре Пол Сарнак. Джим Роджерс против того, чтобы Элизабет встретилась с матерью, ведь он сказал дочери, что её мать умерла. И Мари узнаёт о приезде дочери и встречается с ней, не называя себя. Пол во всем помогает ей.
В Париже Элизабет также встречает Андре — энергичного молодого француза. Между парнем и девушкой возникают чувства, но отец Элизабет пытается убедить её не повторять его ошибку и не вступать в брак с человеком с другого континента.